# Tikal (Phantasialand)
Tikal zijn twee ronddraaiende Shot and Drop-torentjes in het Duitse attractiepark Phantasialand en staan in het themagebied Mexico.
Tikal opende in 2011 en staat tussen de achtbaan Colorado Adventure in gebouwd en bestaat uit twee vrij-val-attracties. De hoogte is vergeleken met de meeste vrije vallen laag, omdat Tikal gemaakt is voor de doelgroep families. Per rit is er plaats voor maximaal twintig bezoekers, waarvan tien per vrije val.